# مهرجانات الجن
مهرجان الجن هو عبارة عن تجمع في الهواء الطلق يشمل عادة الأزياء أو الحرف اليدوية أو الموسيقى أو غيرها من وسائل الترفيه والطعام. تعتبر المهرجانات الجنية في بعض الأحيان شكلا من أشكال معرض النهضة، على الرغم من أنها تفتقر إلى الأساس التاريخي وتصور الجنيات يستند عموما إلى الرومانسية الفيكتورية بدلا من التقاليد التاريخية.

## أحداث بارزة
التمنيات الثلاثة في مهرجان كورنوال الجني 
مهرجان أفالون الجني في غلاستونبري [2]
مؤتمر الجن والعلاقات الإنسانية [3]
مهرجان الجن في سالفلد، ألمانيا